# Rottapharm

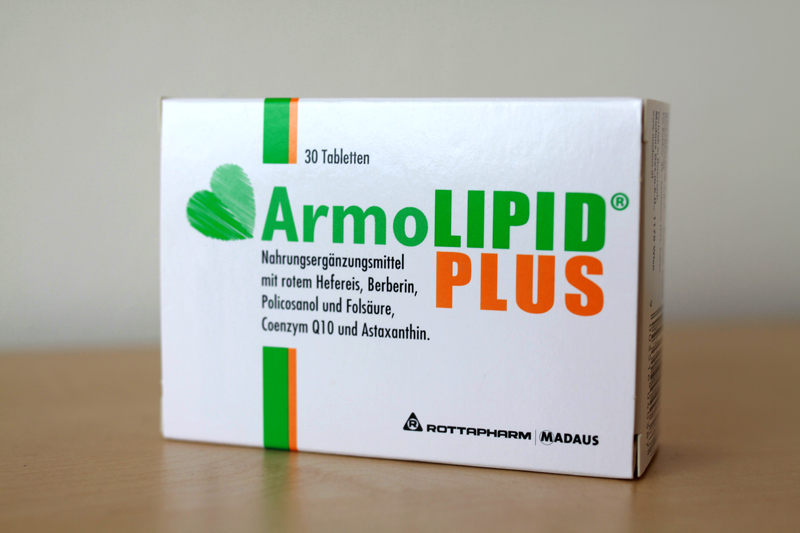
compléments alimentaires du laboratoire Rottapharm

Rottapharm est un laboratoire pharmaceutique italien.

## Historique
Il s'agissait initialement d'un petit laboratoire de recherche indépendant (Rotta Research Laboratorium) créé en 1961. 
En 2007, Rottapharm rachète le laboratoire allemand Madaus.
Le 31 juillet 2014, le laboratoire est racheté par le suédois MEDA pour la somme de 3,1 milliards de dollars.